# Ctenotus delli
Espèce
Ctenotus delli est une espèce de sauriens de la famille des Scincidae.

## Répartition
Cette espèce est endémique d'Australie-Occidentale en Australie.

## Étymologie
Cette espèce est nommée en l'honneur de John Dell, le collecteur de l'holotype.

## Publication originale
- Storr, 1974 "1973" : The genus Ctenotus (Lacertilia: Scincidae) in the South-west and Eucla Divisions of Western Australia. Journal of the Royal Society of Western Australia, vol. 56, p. 86-93.